# Strada maestra M-9 (Montenegro)
La strada maestra M-9 (in montenegrino Magistralni put M-9) è una delle strade maestre del Montenegro.

## Storia
Il primo segmento della strada, compreso tra Vilusi e Petrovici, fu rifatto e allargato il 12 ottobre 2012. Il tratto Petrovici ed il confine bosniaco fu aperto al traffico nel 2017.